# Nizam al-Mulk
Abu Ali al-Hasan at-Tusi Nizam al-Mulk (ur. 1019 w Tus, zm. 10 października 1092) – uczony i wezyr w państwie Seldżuków w czasie panowania sułtanów Alp Arslana i Malikszaha.

## Życiorys
Zwolennik centralizacji państwa i wzmacniania administracji poprzez organizację sieci szpiegowskiej i regularnej poczty. Swoje poglądy zawarł w Obyczajach królów (Sijar al-Moluk; dzieło to znane jest również pod błędnym, późniejszym tytułem Księga rządzenia (Sijasat-name)). Wiadomo również, że wspierał uczonych, z jego inicjatywy zbudowano w latach 1074–75 pierwsze seldżuckie obserwatorium astronomiczne (nie jest jednak znana jego dokładna lokalizacja). Ponadto założył również pierwsze wielkie uniwersytety islamskie, w tym najbardziej znany Nizamijja w Bagdadzie. Znany również jako przeciwnik nizarytów, zginął wraz z sułtanem zasztyletowany przez nich w wyniku zorganizowanego zamachu terrorystycznego.
Pod koniec rządów Malikszaha Nizam al-Mulk napisał traktat Obyczaje królów (Sijar al-Moluk). Zawiera on opinie na temat administrowania państwem, jego organizacji i działania najwyższych organów.